# Aconitum carmichaelii
Aconitum carmichaelii là một loài thực vật có hoa trong họ Mao lương. Loài này được Siebold ex Siebold & Zucc. mô tả khoa học đầu tiên năm 1845.

## Hình ảnh

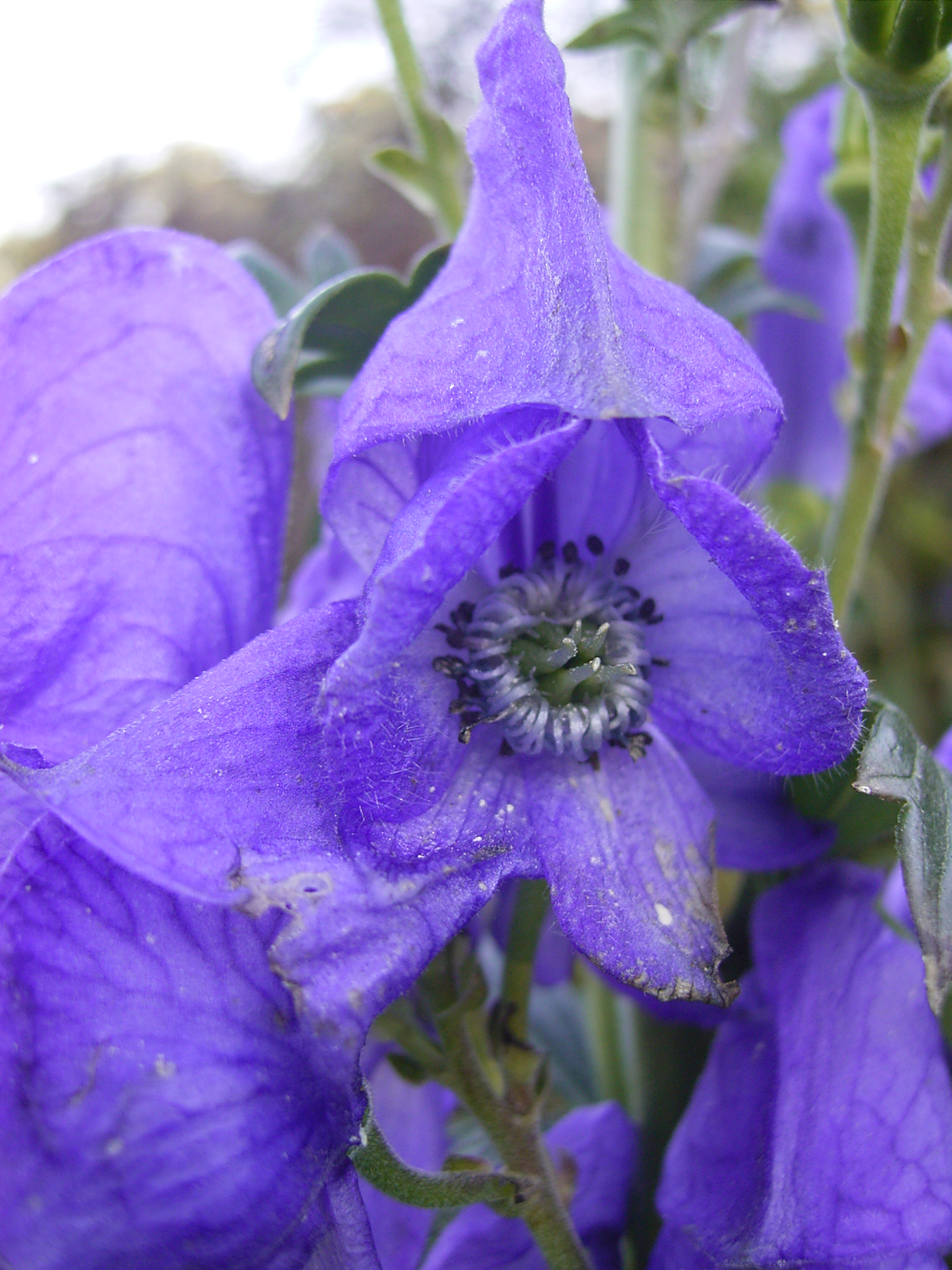
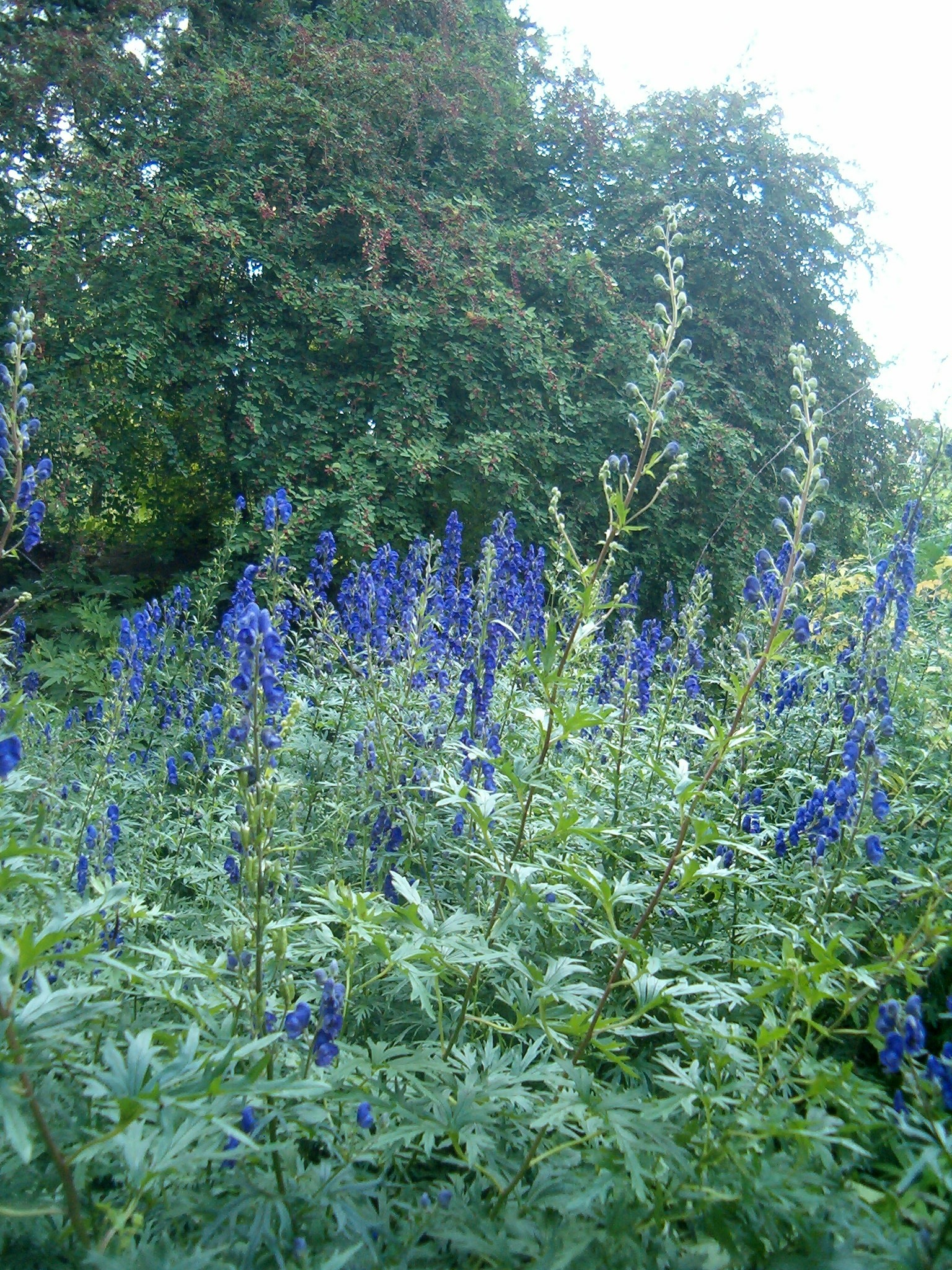
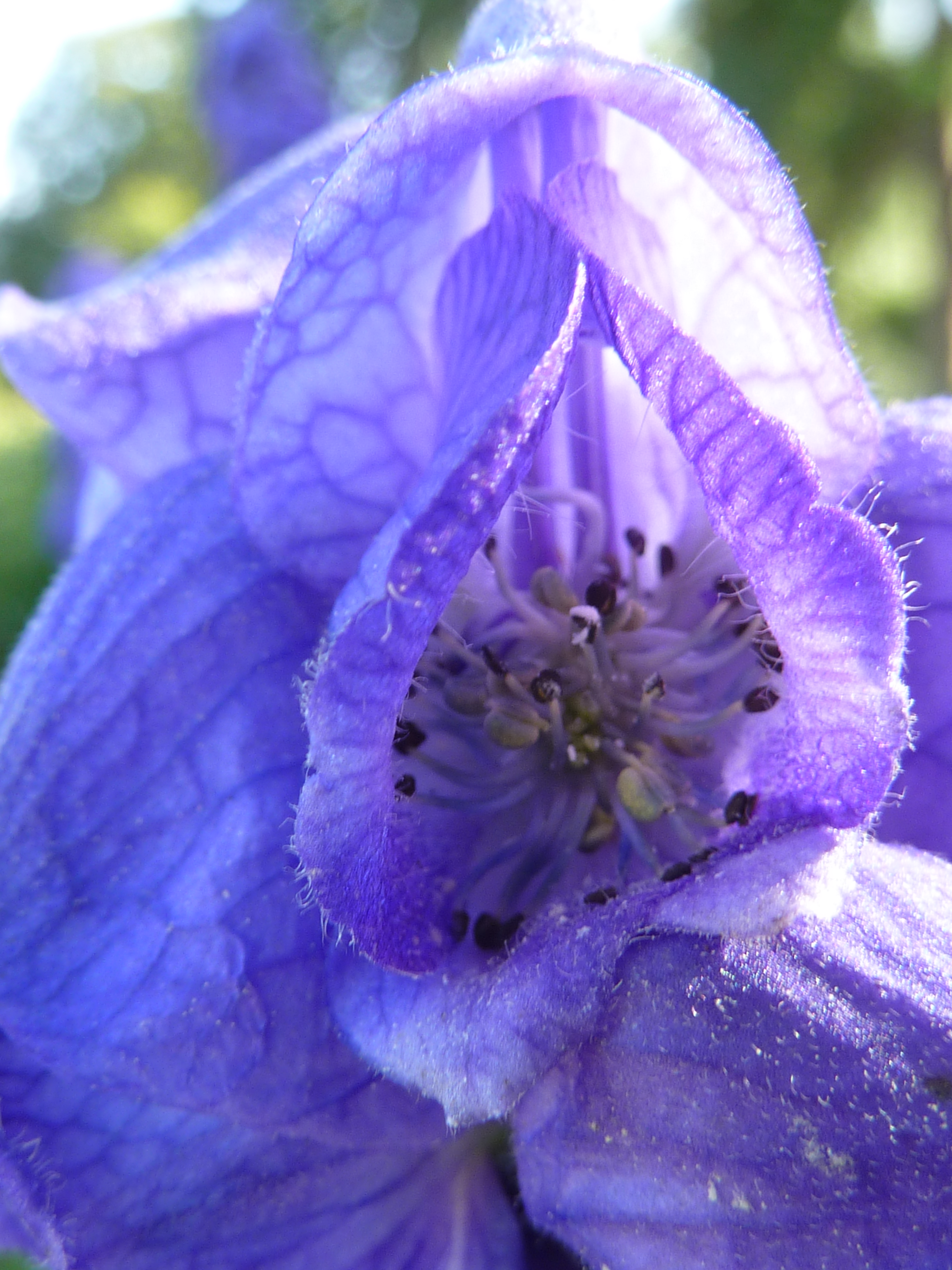
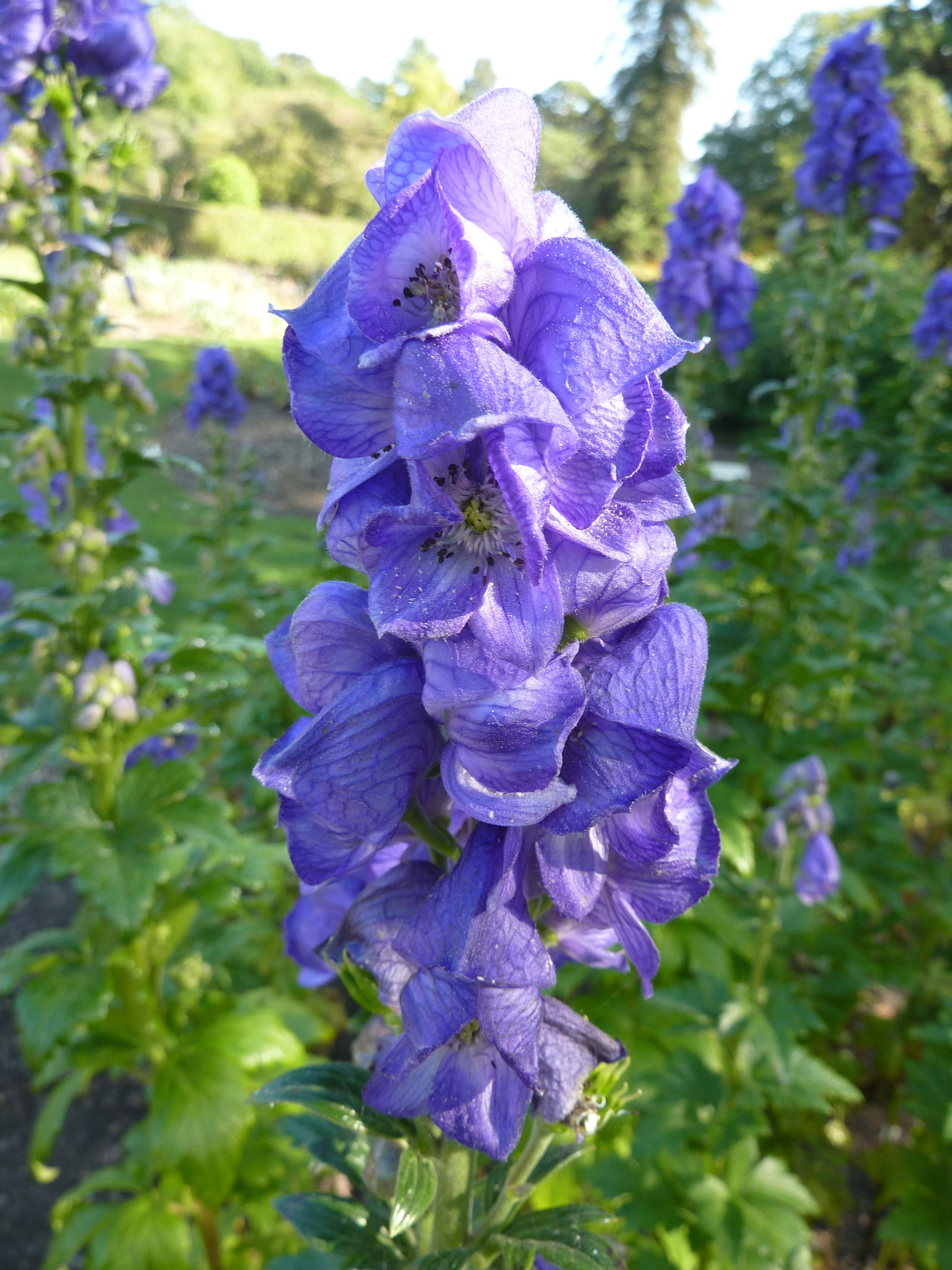